# La Grande Encyclopédie des fées
La Grande Encyclopédie des fées (titre complet : La Grande Encyclopédie des fées et autres petites créatures) est le deuxième et le plus connu des ouvrages encyclopédiques de Pierre Dubois à propos du petit peuple. Faisant suite à La Grande Encyclopédie des lutins, il est consacré, ainsi que l'indique son titre, aux fées, et contient les descriptions de plus de 100 créatures féeriques sous forme de récits issus du folklore, avec des fiches de présentation et des illustrations de Claudine et Roland Sabatier. 
Parue en 1996 chez Hoëbeke, vendue à 80 000 ou 90 000 exemplaires en France, La Grande Encyclopédie des fées est rééditée plusieurs fois (avec couverture cartonnée et couverture souple), puis traduite entre autres en anglais et en japonais. Elle reçoit un bon accueil critique, saluant l'érudition et l'humour de son auteur. Il s'agit à l'époque de sa parution du premier ouvrage en français sur le sujet.

## Contenu
La couverture, illustrée comme pour l'intérieur du livre par Claudine et Roland Sabatier, présente des dizaines de fées colorées mêlées les unes aux autres. Le titre (La Grande Encyclopédie des fées), son sous-titre (et autres petites créatures) ainsi que la présentation de l'auteur et de l'éditeur (Secrets révélés par Pierre Dubois, illustrée par Claudine et Roland Sabatier et portés à la connaissance du public par Hoëbeke éditeur, rue du Dragon, Paris) sont un clin d’œil volontaire aux ouvrages érudits anciens.
La Grande Encyclopédie des fées présente une centaine de fées du folklore populaire issues de tous les pays (majoritairement de la France et des îles Britanniques), avec un texte de conteur et une fiche récapitulant pour chaque fée ses activités ou encore sa nourriture favorite. Ces présentations sont découpées en six chapitres, chacun ayant un titre souvent poétique et une thématique particulière. Le premier présente les fées agissant sur le climat, le second celles du foyer, le troisième celles des Autres Mondes, le quatrième celles de l'eau, le cinquième celles de la végétation, et le dernier celles des rêves et de l'air.
| Nom                                             | Pages   | Nom                                                  | Pages   | Nom                                                 | Pages   |
| ----------------------------------------------- | ------- | ---------------------------------------------------- | ------- | --------------------------------------------------- | ------- |
| Tempestaire                                     | 16-17   | Génies et dieux d'orage, de pluie, de neige, de vent | 18-19   | Berchta                                             | 20-21   |
| Valkyries                                       | 22-23   | Dame Holle                                           | 24-25   | Babouchka                                           | 26-27   |
| Befana et taties de Noël                        | 28      | Chauchevieille                                       | 29      | Snégurochka                                         | 29      |
| Fraü Gaude                                      | 29      | Trotte-Vieille                                       | 29      | Kolyada                                             | 29      |
| Guillaneu                                       | 29      | Tante Arie                                           | 30-31   | Lorialets                                           | 32-33   |
| Sainte Lucie, Cendrillon, Belle au bois dormant | 34-35   | Bogie beasts                                         | 38-39   | Ole Ferme-l’œil                                     | 40-41   |
| La garderie des Bogies                          | 42-43   | Les larves                                           | 44-45   | Les sœurs noires (Lamashtu, etc.)                   | 46-47   |
| Maja, Meija, Meiga                              | 48-49   | Les Gianes                                           | 50-51   | Les Laumes, les filles de Laumé                     | 52-53   |
| La Vouivre                                      | 54-55   | Mélusine                                             | 56-57   | Codrilles et dragons des campagnes                  | 58-59   |
| Teugghia, Fausserolles et autres fées déchues   | 60-61   | Martes, Peïlettes et Trouilles-de-Nouille            | 62-63   | Chats Foireaux, Chats Courtauds, Chattes Margotines | 64-65   |
| Fées marraines                                  | 68-69   | Banshie                                              | 70-71   | Fileuses et Demoiselles de pierre                   | 72-73   |
| Filandières et fileuses de nuit                 | 74-75   | Lavandières et chanteuses de nuit                    | 76-77   | Ielles                                              | 78-79   |
| Dames blanches                                  | 80-83   | Dames noires, dames rouges                           | 84-85   | Dames grises, dames de puits                        | 86-87   |
| dames bleues, fées des montagnes                | 88-89   | Apsarâ                                               | 90-91   | Hommes-fés, féetauds                                | 92-93   |
| Marie-morganes                                  | 96-97   | Sirènes                                              | 98-99   | Selkie                                              | 100-101 |
| Chevaux-fée                                     | 102-103 | Nekker                                               | 104     | Lange Wapper                                        | 105     |
| Nâga                                            | 106-107 | Groac'h                                              | 108-109 | Vila                                                | 110-111 |
| Fenettes, Gwagged annwn...                      | 112-113 | femmes-cygnes                                        | 114-115 | Nixen, Loreleï                                      | 116-117 |
| Arbres-fays                                     | 120-121 | Et autres emboisés...                                | 122-123 | Dryades et hamadryades                              | 124-125 |
| La vieille mère                                 | 126-127 | Pillywiggins                                         | 128-129 | Tisanières                                          | 130-131 |
| Florales                                        | 132-133 | Dames vertes                                         | 134-135 | Nymphes                                             | 136-137 |
| Muses                                           | 138-139 | Blanche biche                                        | 140-141 | Fée Margot                                          | 144-145 |
| Enfants de désir                                | 146-147 | Streghes                                             | 148-149 | Cailleac Bheur                                      | 150-151 |
| Nang-faa                                        | 152-153 | Willies                                              | 154-155 | Encantada                                           | 156-157 |
| Enchanteresses                                  | 158-159 | Viviane                                              | 160-161 | Morgane                                             | 162-163 |
| Maeve, Medb, Mab                                | 164-165 | Hadas, Xanas, etc.                                   | 166-167 | Folletto del vento                                  | 168-169 |

## Éditions
La Grande Encyclopédie des fées est rééditée plusieurs fois en français, l'illustration de couverture a changé entre la première édition et les suivantes. De même, elle existe avec une couverture cartonnée ou une couverture souple, depuis 2008. Elle est traduite en anglais, chez l'éditeur britannique Pavilion books, et chez Simon & Schuster aux États-Unis. Elle existe aussi en japonais.

## Réception
L'ouvrage jouit d'un très bon accueil, les critiques louant le travail de terrain effectué pour répertorier les informations concernant les fées, le sens du détail, et les illustrations. 
La Grande Encyclopédie des fées s'est vendue à 80 000 ou 90 000 exemplaires en français. 
Ah ! Si les fées avaient le téléphone, c'est à coup sûr dans ce merveilleux annuaire, que dis-je ? Dans ce bottin magique qu'elles choisiraient de nous confier le numéro enchanté permettant de les appeler au pays des rêves .